# Mobilidade (Física)
Mobilidade é a  velocidade adquirida por um transportador de carga elétrica sob a ação de um campo elétrico unitário. 
Em Física do estado sólido, a mobilidade do elétron caracteriza a rapidez com que um  elétron pode se mover através de um  metal ou semicondutor, quando  submetido a  um campo elétrico. Em semicondutores, existe um quantitativo análogo para buracos, denominado mobilidade do buraco. A expressão  mobilidade do portador [de carga elétrica] refere-se, geralmente, tanto à mobilidade do elétron como à mobilidade do buraco em  semicondutores.
Mobilidade do elétron e mobilidade do buraco são casos especiais de  mobilidade elétrica de partículas carregadas, em um fluido submetido a um campo elétrico.
Quando um campo elétrico E é aplicado a uma peça de material, os elétrons respondem movendo-se a uma velocidade média chamada velocidade de deriva, {\displaystyle \,v_{d}}. 
Portanto a mobilidade do elétron μ é definida como: 
{\displaystyle \,v_{d}=\mu E}
- Este artigo foi inicialmente traduzido, total ou parcialmente, do artigo da Wikipédia em inglês cujo título é «Electron mobility», especificamente desta versão.